# Gorjani (Chorwacja)
Gorjani – wieś w Chorwacji, w żupanii osijecko-barańskiej, w gminie Gorjani. W 2011 roku liczyła 1008 mieszkańców.